# Saad Assis
Saad Assis, más conocido como Saad, (São Paulo, 26 de octubre de 1979) es un jugador de fútbol sala italo-brasileño que juega de ala en el Al Ahli. Fue un componente de la selección de fútbol sala de Italia, con la que logró la Eurocopa de fútbol sala de 2014.

## Palmarés

### Atlético Mineiro
- Liga de Brasil de fútbol sala (1): 1999
- Campeonato Mineiro (4): 1997, 1998, 1999, 2000

### Luparense
- Copa de Italia de fútbol sala (1): 2006

### FC Barcelona
- Liga Nacional de Fútbol Sala (3): 2011, 2012, 2013
- Copa de la UEFA de fútbol sala (2): 2012, 2014
- Copa de España de Fútbol Sala (3): 2011, 2012, 2013
- Supercopa de España de Fútbol Sala (1): 2013

## Clubes
- Clube Atlético Mineiro (1997-2000)
- Ulbra (2000-2001)
- Móstoles FS (2001-2002)
- Esporte Clube Banespa (2002-2003)
- Ulbra (2004)
- Luparense Calcio (2004-2006)
- Móstoles FS (2006-2008)
- FC Barcelona (2008-2016)
- Kaos Futsal (2016-2017)[2]
- Pescara Futsal (2017-2018)
- Al Ahli (2018- )